# 사우스다코타 대학교
사우스다코타 대학교(University of South Dakota, USD)는 미국 사우스다코타주 버밀리언에 위치한 공립 연구형 대학이다. 사우스다코타주가 설립되기 27년 전 1862년 다코타 준주 법안에 의해 설립되었다. 이 대학은 사우스다코타주의 대표 대학이며 이 주의 가장 오래된 공립 대학이다. 캠퍼스의 면적은 1.11 제곱 킬로미터에 달하며 사우스다코타주 남동부에 위치해 있다. 수폴스에서 남서쪽으로 101킬로미터, 아이오와주 수시티에서 북서쪽으로 63킬로미터, 미주리강에서 북쪽에 위치해 있다.
이 학교는 사우스다코타주 유일의 의대이자 법대이다.